# Округ Скаџит (Вашингтон)
Скаџит (енгл. Skagit County) је округ у америчкој савезној држави Вашингтон.

## Демографија
По попису из 2010. године број становника је 116.901, што је 13.922 (13,5%) становника више него 2000. године.
| Група             | 2000.          | 2010.          |
| Белци             | 85.496 (83,0%) | 89.694 (76,7%) |
| Афроамериканци    | 450 (0,4%)     | 774 (0,7%)     |
| Азијати           | 1.538 (1,5%)   | 2.080 (1,8%)   |
| Хиспаноамериканци | 11.536 (11,2%) | 19.709 (16,9%) |
| Укупно            | 102.979        | 116.901        |